# 汪霦原
汪霦原，江苏常州人。清朝官员。
祖籍休宁县上溪口。八十世祖汪康侯始迁常州。道光元年（1821年）辛巳科举人，道光三年（1823年）癸未科进士。曾官湖南衡山縣知縣。著作有《敬靜定齋文鈔》。